# Еділлі
Еділлі (азерб. Edilli) — село в Ходжавендському районі Азербайджану. Розташоване за 2 км на захід від міста Гадрут.

## Історія
У 1993 році село було захоплено збройними силами Вірменії.
15 жовтня 2020 року внаслідок поновлених зіткнень у Карабасі село було звільнене Збройними силами Азербайджану.
5 жовтня 2022 року у звільненому від окупації селі Еділлі виявлено ще одне масове поховання. Судячи з знайдених фрагментів речей та одягу, у могилі поховані військовослужбовці. Виявлено останки 12 осіб, руки та ноги яких перед смертю були зав'язані дротом. Попередній огляд останків вказував на те, що їх піддавали тортурам. Це вже третє подібне поховання, виявлене у цьому селі Еділлі. Ймовірно, виявлені останки належать азербайджанцям, які зникли безвісти під час Першої карабаської війни.

## Пам'ятки
У селі розташована церква церква Св. Аствацацін XIX століття та цвинтар XVIII—XIX століть.

## Видатний уродженець
- Багдасарян Месроп Семенович — Герой Соціалістичної Праці.